# Marszałek artylerii
Marszałek artylerii – w Armii Czerwonej i Siłach Zbrojnych ZSRR stopień w grupie marszałków rodzajów wojsk i służb, wprowadzony 16 stycznia 1943 i zlikwidowany 25 marca 1993.
Stopień był wyższy od generała pułkownika, a niższy od głównego marszałka artylerii.